# Маричев, Юрий Николаевич
Юрий Николаевич Маричев (17 ноября 1960, Тула) — советский и российский волейболист, российский волейбольный тренер, главный тренер женской сборной России (2013—2016). Мастер спорта СССР международного класса.

## Биография
Родился и начал заниматься волейболом в Туле. После окончания средней школы уехал в Казахстан, где выступал за местные команды «Каспий» (Шевченко) и «Дорожник» (Алма-Ата). В 1986 году окончил Казахский государственный институт физической культуры.
В 1985—1991 гг. являлся игроком ЦСКА, в составе которого трижды выигрывал золотые медали чемпионатов СССР, а также в 1991 становился победителем Кубка европейских чемпионов и Суперкубка Европы. В 1991—2003 выступал за различные команды из России, Турции и Израиля.
В качестве главного тренера дебютировал в марте 2003 года, когда возглавил уфимский «Нефтяник Башкортостана» (с 2007 — «Урал»), в котором ранее отыграл 4 сезона. Лучшим результатом под его руководством стало 5-е место, занятое командой в чемпионате России 2005/2006. В должности наставника «Урала» проработал до 2009, после чего перешёл в краснодарское «ГУВД-Динамо».
В декабре 2009 года возглавил женскую команду «Динамо» (Краснодар) и привёл её к бронзовым наградам чемпионата России 2009/2010, а после окончания сезона вновь вернулся на пост главного тренера мужской команды клуба.
В 2005 под руководством Маричева мужская молодёжная сборная России выиграла чемпионат мира.
25 января 2013 года на заседании президиума Всероссийской федерации волейбола Юрий Маричев назначен главным тренером женской сборной России.
В октябре 2017 года назначен исполняющим обязанности главного тренера женского волейбольного клуба «Протон».

## Игровая карьера
- 1978—1981 — «Каспий» (Шевченко)
- 1981—1985 — «Дорожник» (Алма-Ата)
- 1985—1986, 1989—1991 — ЦСКА
- 1986—1989 — ЦСКА-2
- 1991—1992 — «Эджзачибаши» (Стамбул)
- 1992—1996 — «Левша» (Тула)
- 1996—1998, 1999—2001 — «Нефтяник Башкирии» (Уфа)
- 1998—1999 — «Хапоэль» (Кирьят-Ата)
- 2001—2003 — «Факел» (Новый Уренгой)

## Тренерская карьера

### С клубами
- 2001—2003 — «Факел» (Новый Уренгой) — играющий тренер
- 2003—2009 — «Нефтяник Башкортостана»/«Урал» (Уфа) — главный тренер
- 2009, 2010—2013 — «ГУВД-Динамо»/«Динамо» (Краснодар) — главный тренер
- 2009—2010 — женская команда «Динамо» (Краснодар) — главный тренер
- 2013—2015, 2016—2017 — «Динамо» (Москва) — главный тренер
- 2017—2019, 2019—н.в. — женская команда «Протон» (Саратовская область) — главный тренер

### Со сборными
- 2005 — мужская молодёжная сборная России
- 2013—2016 — женская сборная России

## Достижения

### Игровые
- 3-кратный чемпион СССР (1986, 1990, 1991)
- Обладатель Кубка европейских чемпионов 1991
- Обладатель Суперкубка Европы 1991
- Чемпион Турции 1992

### Тренерские
- Мужская молодёжная сборная России — чемпион мира 2005.
- женская команда «Динамо» (Краснодар) — бронзовый призёр чемпионата России 2009/2010.
- мужская команда «Динамо» (Москва) — бронзовый призер чемпионата России 2014/15, обладатель Кубка ЕКВ 2014/15.
- Женская сборная России — чемпион Европы 2013, 2015.